# Associazione Calcio Dilettantistica Jesolo
L 'Associazione Calcio Dilettantistica Jesolo, noto semplicemente come Jesolo, è la principale società calcistica di Jesolo (VE). Attualmente milita in Prima Categoria.
Non va confusa con l'US Città di Jesolo che fino al campionato di Serie D 2009-2010 ha disputato il campionato di Serie D e adottato gli stessi colori sociali, ma la cui storia e relativo palmarès sono legati al Calcio Lido di Jesolo.

## Storia
Il calcio jesolano si organizzò nel 1929 con la nascita del Gruppo Sportivo Dopolavoro Jesolo.
La società si iscrisse alla ULIC che dopo, con la riorganizzazione dei campionati, confluì nella FIGC. Tale struttura rimase fino alla sospensione degli anni 1943-45, a causa della seconda guerra mondiale.
Nel 1945 la squadra venne ricostituita con il nome di Associazione Calcio Jesolo.
Nella stagione 1964/1965 ottenne la prima promozione in Serie D della sua storia. La società riuscì a rimanere questa categoria fino alla stagione 1968/1969.
Nella stagione 1972/1973 vinse la Coppa Italia Dilettanti, che le permise di disputare la Coppa Ottorino Barassi del 1973.
Nel Campionato di Promozione Regionale 1977-1978, dopo un lungo testa a testa con la Pro Mogliano, fu nuovamente promossa in Serie D e riuscì a permanere in questa categoria per molti anni, fino al campionato 1986-1987 che si concluse con la retrocessione in Promozione regionale.
Il campionato di Promozione regionale fu vinto nuovamente nella stagione 1994-95 riottenendo l'accesso alla categoria superiore, diventata nel frattempo l'Eccellenza regionale. Nel campionato 1996-97 l'A.C. Jesolo viene retrocesso in Promozione . La stagione seguente la squadra non si iscrisse ad alcun campionato. La tradizione del calcio jesolano è stata così portata avanti dalle altre squadre minori jesolane: il Drago Jesolo e il Lido Jesolo. In periodi successivi la prima prese il nome di A.C. Jesolo, la seconda di Città di Jesolo.
Attualmente milita nel girone L veneto di 1ª Categoria. Il sito ufficiale della società è www.acdjesolo.it 
La società A.C.D. Jesolo, dalla stagione 2013-2014, ha assorbito interamente il Settore Giovanile che in precedenza era del SandonaJesoloCalcio. Ha un vivaio di circa 300 ragazzi (dai Primi Calci fino agli Allievi) e partecipa dalla stagione 2014-2015 ai campionati Regionali con le categorie Giovanissimi (anche Sperimentali) ed Allievi.

## Palmarès

### Competizioni nazionali
- Coppa Italia Dilettanti: 1

1972-1973

### Competizioni regionali
- Promozione: 2

1977-1978 (girone B), 1994-1995 (girone D)
- Prima Categoria: 1

1964-1965 (girone B)

### Competizioni provinciali
- Terza Categoria: 2

1998-1999, 2002-2003

## Statistiche e record

### Partecipazione ai campionati nazionali
| Livello | Categoria                 | Partecipazioni | Debutto   | Ultima stagione | Totale |
| ------- | ------------------------- | -------------- | --------- | --------------- | ------ |
| 4º      | Serie D                   | 4              | 1965-1966 | 1968-1969       | 4      |
| 5º      | Serie D                   | 3              | 1978-1979 | 1980-1981       | 8      |
| 5º      | Campionato Interregionale | 5              | 1981-1982 | 1985-1986       | 8      |